# Kompleksna Hadamardova matrika
Kompleksna Hadamardova matrika (oznaka {\displaystyle H\,}) je kompleksna matrika, ki je:
- unimodularna {\displaystyle |h_{jk}|=1{\quad {\rm {za\quad vse}}}\quad j,k=1,2,\dots ,N} (absolutna vrednost posameznih elementov je enaka 1)
- ortogonalna {\displaystyle HH^{*}=N\;I_{n}}

kjer je 
- {\displaystyle H^{*}\,} konjugirano transponirana matrika matrike {\displaystyle H\,}.
- {\displaystyle I_{n}\,} enotska matrika z razsežnostjo {\displaystyle n\times n\,}

Kompleksne Hadamardove matrike imajo za vrednosti elemente {\displaystyle \pm 1\,}  in {\displaystyle \pm i\,}  ( {\displaystyle {\sqrt {-1}}\,} ) .
Pojem kompleksne Hadamardove matrike je posplošitev Hadamardove matrike. Dobimo jih pri raziskavah algebri operatorjev in v teoriji kvantnih računalnikov. 

## Zgled
{\displaystyle {\begin{bmatrix}1&i\\i&1\\\end{bmatrix}}.}